# Saison 1972-1973 du Paris Football Club
Maillots
Chronologie
Saison précédente Saison suivante
La saison 1972-1973 du Paris Football Club est la 1re saison du club en tant que club à part entière. Après deux ans de réunion avec le Paris Saint-Germain Football Club, le club est séparé en deux parties : le Paris FC reste en D1 et le Paris SG repart en D3. Avec Pierre-Étienne Guyot comme président, et Louis Hon puis Antoine Dalla Cieca comme entraîneur, le Paris FC termine 12e du championnat de France (avec 36 points, pour 13 victoires, 10 nuls, 15 défaites) et atteint les huitièmes de finale de la coupe de France.

## Évènements de pré-saison
Malgré le maintien du PSGFC en Division 1 lors de la saison 1971-1972, la Mairie de Paris, propriétaire du Parc des Princes et important bailleur de fonds du nouveau PSG, refuse de soutenir un club basé hors du territoire de la ville de Paris, le Paris Saint-Germain étant considéré comme un « club banlieusard, ».
Menacé dans son existence, le PSG est scindé en deux en mai 1972 : la section professionnelle reste en D1 sous les couleurs du Paris FC, tandis que le reste du club, et notamment l'équipe amateur évoluant en Division 3, conserve l'identité du « Paris Saint-Germain Football Club », avec laquelle il connaîtra par la suite sa propre histoire. La réunion avec le Stade Saint-Germain aura ainsi tenu moins de deux ans. Pour pouvoir justifier de la structure amateur réglementaire, le Paris FC absorbe dans la foulée la section football du CA Montreuil.

## Résumé de la saison

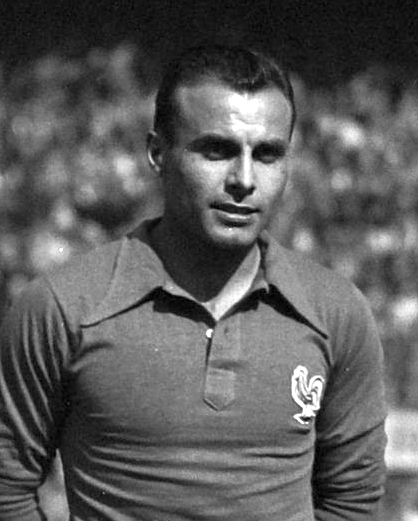
Louis Hon entraîne le Paris FC en 1972 avant d'être remplacé par Antoine Dalla Cieca pour l'année 1973.

Pour sa première saison après sa séparation avec le Paris Saint-Germain, le club peut compter sur un Parc des Princes flambant neuf. Composé essentiellement d'anciens joueurs du Stade Saint-Germain, le club réalise un début de saison « catastrophique », pointe à la dernière place du championnat de la 15e à la 26e journée, avant de terminer finalement à la douzième place de Division 1 1972-1973.

## Effectif

### Tableau des transferts
L'équipe fanion du PSGFC étant transférée au PFC, le club parisien retrouve des joueurs majeurs comme l'international français Jean Djorkaeff. Plus de la moitié de l'équipe est ainsi composée des joueurs du PSGFC.
Mais le Paris FC recrute des joueurs comme Louis Floch de l'AS Monaco, Georges Eo, du FC Nantes et Mordechai Spiegler de Maccabi Netanya.

### Effectif et encadrement
Pendant l'été 1972, l'international français Louis Hon s'engage avec le Paris FC pour devenir entraîneur. Mais l'aventure parisienne ne sera pas du tout satisfaisante du fait des mauvais résultats sportifs, causant ainsi le limogeage de Hon en décembre 1972. Il laissant sa place au joueur Jean Djorkaeff pour un intérim d'un mois avant qu'Antoine Dalla Cieca ne prenne le relais, réussissant à faire terminer le club à la douzième place du championnat.

## Compétitions officielles

### Division 1

#### Calendrier
| Date              | Journée | Adversaire             | Lieu | Score | Class. | Affluence |
| ----------------- | ------- | ---------------------- | ---- | ----- | ------ | --------- |
| 9 août 1972       | J01     | AS Nancy-Lorraine      | Dom. | 3 - 2 | 7      | 13 608    |
| 16 août 1972      | J02     | FC Nantes              | Ext. | 2 - 0 | 13     | 15 812    |
| 23 août 1972      | J03     | Stade rennais          | Ext. | 2 - 1 | 15     | 18 255    |
| 26 août 1972      | J04     | AS Saint-Étienne       | Ext. | 3 - 0 | 16     | 18 204    |
| 6 septembre 1972  | J05     | Olympique de Marseille | Dom. | 1 - 3 | 18     | 39 021    |
| 16 septembre 1972 | J06     | Girondins de Bordeaux  | Ext. | 0 - 1 | 17     | 5 989     |
| 20 septembre 1972 | J07     | US Valenciennes-Anzin  | Dom. | 1 - 1 | 16     | 8 130     |
| 30 septembre 1972 | J08     | Stade de Reims         | Ext. | 1 - 1 | 16     | 10 488    |
| 4 octobre 1972    | J09     | Red Star               | Dom. | 3 - 0 | 14     | 15 198    |
| 7 octobre 1972    | J10     | AC Ajaccio             | Ext. | 2 - 1 | 14     | 1 748     |
| 17 octobre 1972   | J11     | FC Sochaux             | Dom. | 0 - 2 | 15     | 8 052     |
| 22 octobre 1972   | J12     | OGC Nice               | Ext. | 3 - 2 | 16     | 15 849    |
| 27 octobre 1972   | J13     | RC Strasbourg          | Dom. | 1 - 1 | 18     | 8 141     |
| 4 novembre 1972   | J14     | Nîmes Olympique        | Ext. | 2 - 0 | 18     | 7 954     |
| 19 novembre 1972  | J15     | Angers SCO             | Dom. | 1 - 2 | 20     | 6 347     |
| 26 novembre 1972  | J16     | CS Sedan               | Ext. | 3 - 1 | 20     | 4 107     |
| 10 décembre 1972  | J18     | SEC Bastia             | Ext. | 1 - 0 | 20     | 2 554     |
| 17 décembre 1972  | J19     | Olympique lyonnais     | Dom. | 5 - 1 | 20     | 10 494    |
| 7 janvier 1973    | J20     | FC Nantes              | Dom. | 1 - 2 | 20     | 22 819    |
| 17 janvier 1973   | J21     | Stade rennais          | Dom. | 2 - 2 | 20     | 15 760    |
| 21 janvier 1973   | J22     | AS Saint-Étienne       | Dom. | 1 - 1 | 20     | 15 387    |
| 4 février 1973    | J23     | Olympique de Marseille | Ext. | 0 - 0 | 20     | 19 033    |
| 11 février 1973   | J24     | Girondins de Bordeaux  | Dom. | 4 - 3 | 20     | 6 291     |
| 25 février 1973   | J25     | US Valenciennes-Anzin  | Ext. | 1 - 1 | 20     | 4 900     |
| 18 mars 1973      | J26     | Stade de Reims         | Dom. | 0 - 0 | 20     | 14 468    |
| 23 mars 1973      | J27     | Red Star               | Ext. | 2 - 3 | 20     | 12 995    |
| 28 mars 1973      | J28     | AC Ajaccio             | Dom. | 3 - 1 | 18     | 6 662     |
| 31 mars 1973      | J29     | FC Sochaux             | Ext. | 1 - 1 | 17     | 3 379     |
| 7 avril 1973      | J30     | OGC Nice               | Dom. | 2 - 0 | 16     | 26 348    |
| 11 avril 1973     | J31     | RC Strasbourg          | Ext. | 2 - 0 | 15     | 4 572     |
| 14 avril 1973     | J17     | FC Metz                | Dom. | 1 - 3 | 16     | 7 104     |
| 21 avril 1973     | J32     | Nîmes Olympique        | Dom. | 3 - 1 | 15     | 9 199     |
| 28 avril 1973     | J33     | Angers SCO             | Ext. | 1 - 1 | 15     | 5 135     |
| 2 mai 1973        | J34     | CS Sedan               | Dom. | 2 - 1 | 14     | 7 528     |
| 5 mai 1973        | J35     | FC Metz                | Ext. | 0 - 1 | 15     | 4 130     |
| 11 mai 1973       | J36     | SEC Bastia             | Dom. | 2 - 0 | 11     | 10 290    |
| 29 mai 1973       | J37     | Olympique lyonnais     | Ext. | 5 - 2 | 15     | 3 504     |
| 2 juin 1973       | J38     | AS Nancy-Lorraine      | Ext. | 1 - 2 | 12     | 9 931     |

#### Classement
| Rang | Équipe                   | Pts | J  | G  | N  | P  | Bp | Bc | Diff |
| ---- | ------------------------ | --- | -- | -- | -- | -- | -- | -- | ---- |
| 1    | FC Nantes                | 55  | 38 | 23 | 9  | 6  | 67 | 31 | +36  |
| 2    | OGC Nice                 | 50  | 38 | 20 | 10 | 8  | 70 | 44 | +26  |
| 3    | Olympique de Marseille T | 48  | 38 | 19 | 10 | 9  | 64 | 37 | +27  |
| 4    | AS Saint-Étienne         | 46  | 38 | 18 | 10 | 10 | 64 | 47 | +17  |
| 5    | Angers SCO               | 43  | 38 | 16 | 11 | 11 | 52 | 47 | +5   |
| 6    | AS Nancy Lorraine        | 42  | 38 | 16 | 10 | 12 | 59 | 47 | +12  |
| 7    | Nîmes Olympique          | 42  | 38 | 16 | 10 | 12 | 48 | 39 | +9   |
| 8    | Stade de Reims           | 41  | 38 | 15 | 11 | 12 | 50 | 47 | +3   |
| 9    | SEC Bastia               | 38  | 38 | 15 | 8  | 15 | 59 | 41 | +18  |
| 10   | Stade rennais FC         | 38  | 38 | 14 | 10 | 14 | 46 | 53 | -7   |
| 11   | FC Sochaux               | 37  | 38 | 12 | 13 | 13 | 56 | 54 | +2   |
| 12   | Paris FC                 | 36  | 38 | 13 | 10 | 15 | 54 | 58 | -4   |
| 13   | Olympique lyonnais C     | 35  | 38 | 14 | 7  | 17 | 62 | 67 | -5   |
| 14   | FC Girondins de Bordeaux | 35  | 38 | 12 | 11 | 15 | 49 | 55 | -6   |
| 15   | FC Metz                  | 35  | 38 | 13 | 9  | 16 | 44 | 52 | -8   |
| 16   | RC Strasbourg P          | 30  | 38 | 9  | 12 | 17 | 42 | 62 | -20  |
| 17   | CS Sedan Ardennes P      | 30  | 38 | 11 | 8  | 19 | 49 | 71 | -22  |
| 18   | US Valenciennes-Anzin P  | 28  | 38 | 9  | 10 | 19 | 37 | 51 | -14  |
| 19   | Red Star FC              | 28  | 38 | 7  | 14 | 17 | 38 | 58 | -20  |
| 20   | AC Ajaccio               | 23  | 38 | 7  | 9  | 22 | 40 | 89 | -49  |

Victoire à 2 points
Qualifications européennes
Coupe des clubs champions européens
- 1er : 1er tour (1/16 de finale)

Coupe d'Europe des vainqueurs de coupe
- Vainqueur de la Coupe de France : 1er tour (1/16 de finale)

Coupe UEFA
- 2e et 3e : 1er tour (1/32 de finale)

Relégation
- 18e, 19e et 20e : relégation en Division 2

Abréviations
T : Tenant du titre

C : Vainqueur de la Coupe de France 1972-73

P : Promus de Division 2

#### Buteurs
| Rang | Nat.               | Nom                | Buts |
| ---- | ------------------ | ------------------ | ---- |
| 1    |                    | Louis Floch        | 16   |
| 2    |                    | Mordechai Spiegler | 9    |
| 3    |                    | Bernard Guignedoux | 6    |
| 4    |                    | Jean-Claude Bras   | 4    |
| 4    | Michel Prost       |                    | 4    |
| 6    |                    | Jean Djorkaeff     | 3    |
| 6    | Jean-Paul Rostagni |                    | 3    |
| 6    | Gabet Chapuisat    |                    | 3    |
| 6    | Georges Eo         |                    | 3    |
| 10   |                    | Gérard Madronnet   | 2    |
| 11   | csc                | csc                | 1    |
|      |                    | TOTAUX             | 54   |

### Coupe de France

#### Calendrier
| Date                       | Tour          | Adversaire   | Niveau          | Lieu                    | Score                             | Buteurs                                                                                     | Affluence                                                         |
| -------------------------- | ------------- | ------------ | --------------- | ----------------------- | --------------------------------- | ------------------------------------------------------------------------------------------- | ----------------------------------------------------------------- |
| Dimanche 28 janvier 1973   | 32e de finale | SA Spinalien | Division 3 (D3) | Ext. (Vittel)           | 1 - 0                             | Louis Floch 71e                                                                             | 5 333                                                             |
| Mardi 18 février 1973      | 16e de finale | SC Bastia    | Division 1 (D1) | Neutre                  | 3 - 2                             | Louis Floch 40e · Sylvain Léandri 77e · Jean Djorkaeff 87e (sp)                             | 6 700                                                             |
| Mercredi 9 et 14 mars 1973 | 8e de finale  | FC Nantes    | Division 1 (D1) | Domicile puis extérieur | 3 - 4 (Aller : 2-4, Retour : 1-0) | Mordechai Spiegler 34e (sp) (aller) · Jean Djorkaeff 73e (aller) · Louis Floch 29e (retour) | 25 000 au match aller (à Paris) 14 966 au match retour (à Nantes) |

#### Buteurs
| Rang | Nat. | Nom                | Buts |
| ---- | ---- | ------------------ | ---- |
| 1    |      | Louis Floch        | 3    |
| 2    |      | Jean Djorkaeff     | 2    |
| 3    |      | Sylvain Léandri    | 1    |
|      |      | Mordechai Spiegler | 1    |
|      |      | TOTAUX             | 16   |

## Statistiques

### Statistiques collectives
| Compétition     | Débute au tour | Termine       | Matches joués | Gagnés | Nuls | Perdus | Buts pour | Buts contre | Différence | Cartons jaunes | Cartons rouges |
| --------------- | -------------- | ------------- | ------------- | ------ | ---- | ------ | --------- | ----------- | ---------- | -------------- | -------------- |
| Division 1      | J01            | J38           | 38            | 13     | 10   | 15     | 54        | 58          | -4         |                |                |
| Coupe de France | 32es de finale | 8es de finale | 3             | 2      | 0    | 1      | 7         | 6           | +1         |                |                |
| Total           | -              | -             | 41            | 15     | 10   | 16     | 61        | 64          | -3         |                |                |

## Affluences
Jouant ses matchs à domicile dans l'enceinte tout juste rénovée du Parc des Princes, le record d'affluence du Paris FC est obtenu lors du choc contre l'Olympique de Marseille lors de la 5e journée avec 39 021 spectateurs reçus. L'affluence moyenne au cours de la saison est de 13 202 spectateurs. Avec une affluence tournant autour des 15 000 spectateurs lors des premières journées, les affluences baissent progressivement pour recevoir régulièrement moins de 10 000 spectateurs en milieu de saison. Alors lanterne rouge du championnat, les spectateurs reviennent au Parc des Princes et réalisent des pics d'affluence comme contre le FC Nantes à la 20e journée (22 819 spectateurs) et l'OGC Nice à la 30e journée (26 438 spectateurs). Lors du huitième de finale de Coupe de France contre le FC Nantes, le club attire 25 000 spectateurs.